# Reise reise
Reise reise ist ein seemännischer Weckruf.

## Herkunft
Der Tag an Bord eines Schiffes der Deutschen Marine beginnt wie überall mit dem Wecken, auch Purren, das mit dem Locken eingeleitet wird, einem Pfeifsignal, das in der Regel fünf Minuten vor dem eigentlichen Aufstehen mit der Bootsmannsmaatenpfeife gegeben wird und auf die ein Ausruf folgt. Das eigentliche Wecken beginnt hingegen mit einem langgezogenen Pfiff und dem Ruf Reise reise, aufstehen, Überall zurrt Hängematten! 
Das Reise reise hat seinen Ursprung im niederdeutschen rise rise, und auch im Englischen to rise (= [sich] erheben; aufstehen) hat es die gleiche Bedeutung.
Der Ruf wurde durch einen Nachspruch verlängert, von dem unzählige Varianten überliefert sind:
- Reise reise. Auf jedem Schiff, das dampft und segelt, ist einer, der die Wache regelt!
- Reise reise, aufstehn! Auf jedem Schiff das dampft und segelt, ist einer der die Putzfrau vögelt!
- Reise reise. Lüft an das Gattchen, senkt die Rohre, und denkt nicht mehr an Hannelore.
- Reise reise. Ein jeder stößt den Nebenmann, der Letzte stößt sich selber an.
- Reise reise. Seemann heb Dein Arschgewicht, Backbord voraus Laboe in Sicht.
- Reise reise. Und kommt Laboe voraus in Sicht, der Seemann prüft sein Sackgewicht.
- Reise reise. Auf jedem Schiff, das dampft und segelt, ist einer der die Waschfrau kennt
- Reise reise. Seemann, leg die Socken (Kondom) klar, die Waschfrau von Laboe ist da.
- Reise reise. Seemann, leg Dein Hemdchen klar, die Waschfrau zeigt von achtern klar.
- Reise reise. Kommt hoch ihr müden Leiber die Pier steht voller nackter Weiber! Reise reise aufstehen! Die Antwort der Crew: „Der hat uns schon wieder angelogen, die sind ja alle angezogen!“
- Reise reise. Habt ihr nicht genug geschlafen?
- Reise reise. Seemann wach auf, zurr Deine Hängematte und bring sie herauf, kommst Du nicht zur rechten Zeit, gibt’s drei Stunden Strafarbeit!
- Reise reise. Wollen Sie nicht, oder können Sie nicht? Soll ich Ihnen helfen?
- Reise reise. Raus aus der Scheiße.

## Musikalische Rezeption
Reise, Reise ist der Titel eines Volksliedes über die Seefahrt sowie der Name eines Albums und eines Liedes der Musikgruppe Rammstein.